# Rödtrast
Rödtrast (Turdus naumanni) är en asiatisk tätting i familjen trastar. Den häckar i södra Sibirien. Vintertid flyttar den söderut till Kina. Tidigare behandlades rödtrasten och bruntrasten (T. eunomus) som en och samma art. Fågeln är en mycket sällsynt gäst i Europa, med bland annat ett fynd i Sverige 2018. IUCN kategoriserar den som livskraftig.

## Kännetecken

### Utseende
Rödtrasten är nära släkt med den mer nordligt och västligt förekommande bruntrasten (Turdus eunomus) och liknar denna i form och storlek. Den är en relativt liten trast, med en längd på 21–24 centimeter ungefär lika stor som en taltrast (Turdus philomelos). Dräkten skiljer sig markant, med en kraftigt rödbrunfläckad undersida. Adult hane har även en del rött på övergump och skuldror på den i övrigt bruna ovansidan. Ungfågeln är ljusare med mindre rött och ett tydligt svart streck bredvid strupen.

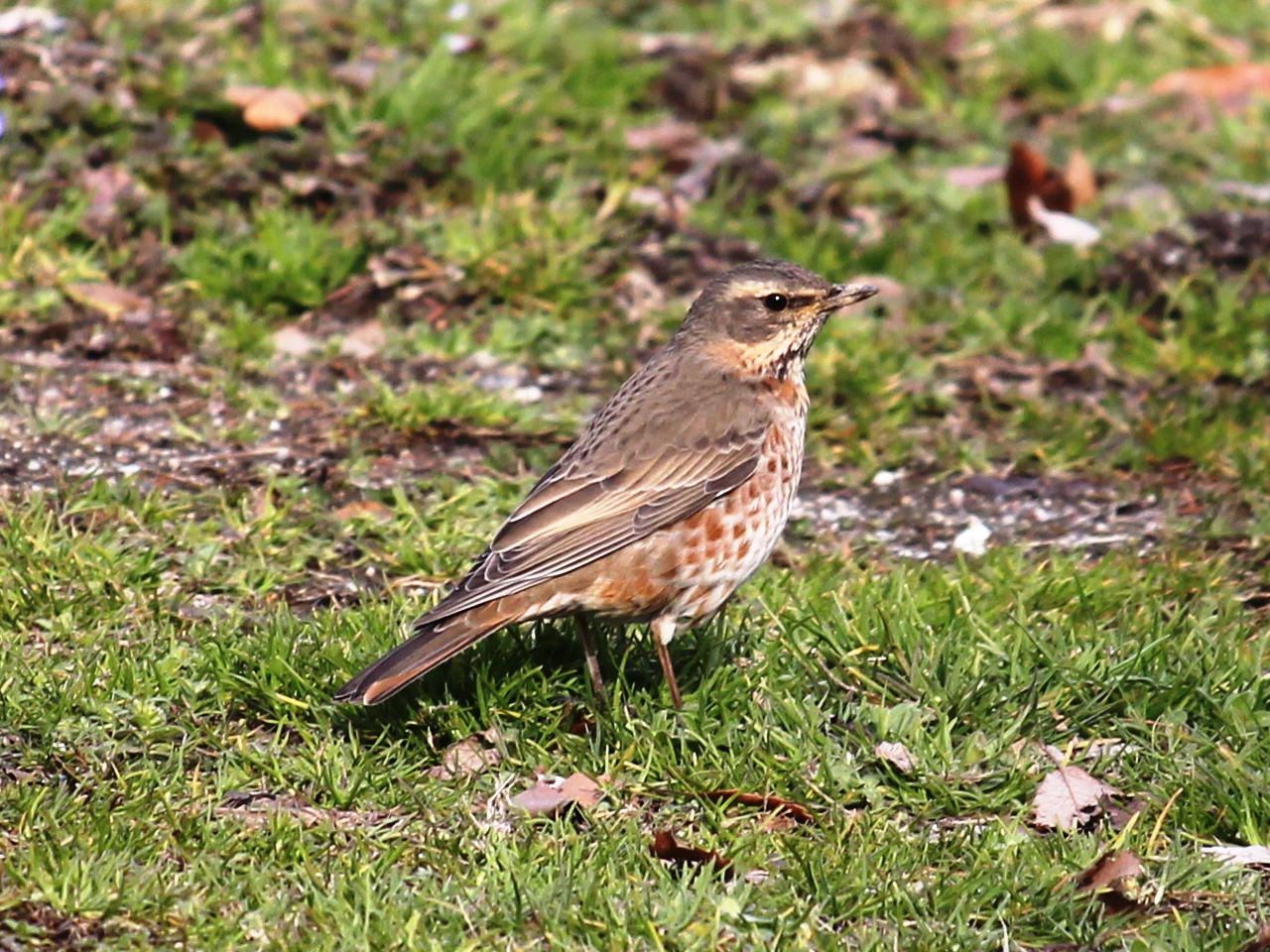

### Läte
Den flöjtande och melodiska sången påminner om rödvingetrastens: lugnt framförda visslande fraser som avslutas i ett mjukt kvitter.

## Utbredning
Arten häckar i sydcentrala Sibirien från mellersta delen av Jenisejfloden till mellersta och övre delen av floden Lenas avrinningsområde, med en osäker södre gräns. Öster om Bajkalsjön förekommer den möjligen osammanhängande, men i väst kring Angaraflodens avrinningsråde och söder om Bajkalsjön. Små grupper har också rapporterats häcka längre norrut, nära Lenas och Olenjokflodens delta. Utanför häckningstid förekommer den från allra sydöstligaste Ryssland (kring Vladivostok, norra Korea och östra Kina söderut till Yangtze och Taiwan, sällsynt även i Japan.

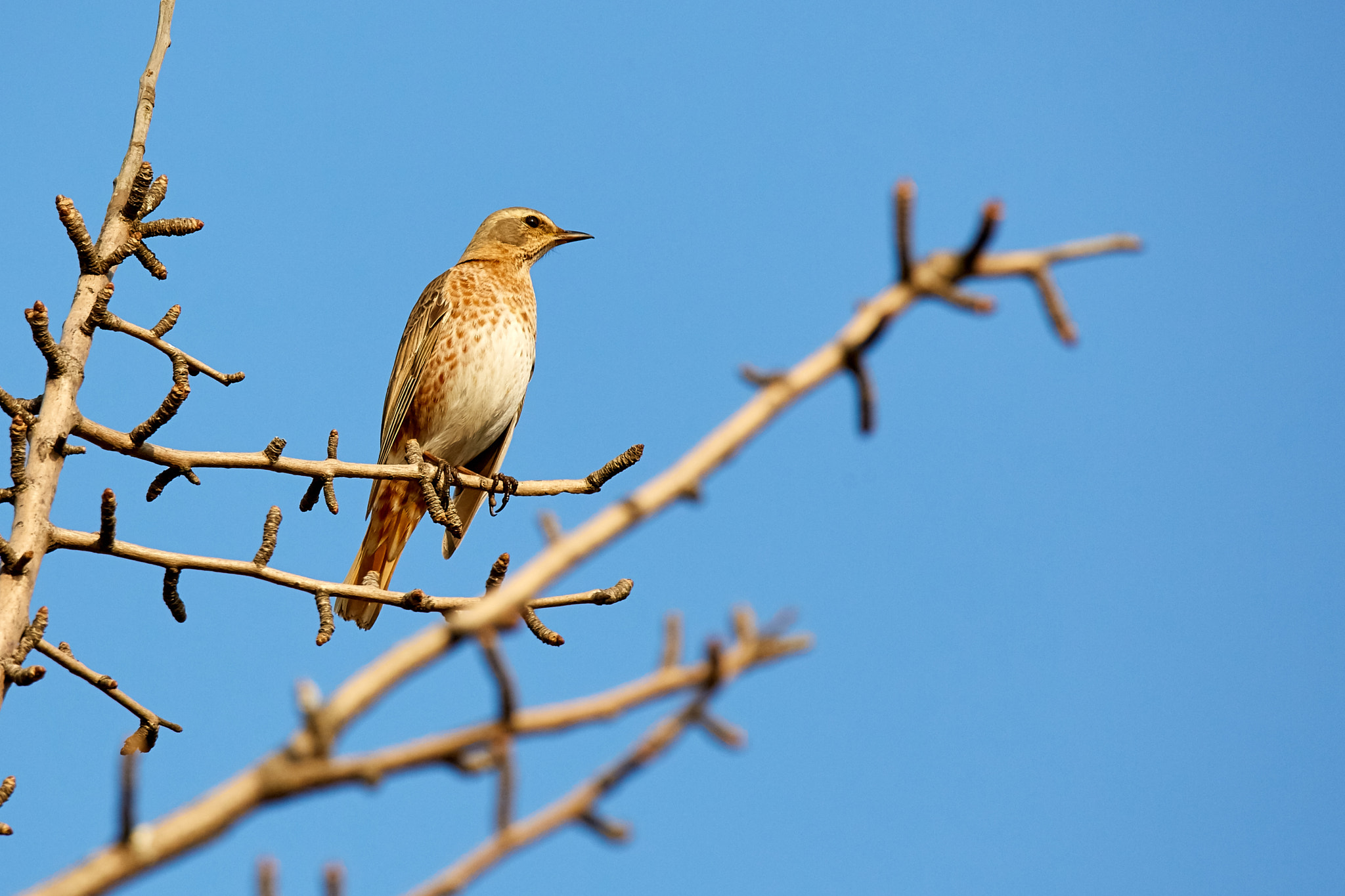
Övervintrande rödtrast fotograferad i Sydkorea.

### Rödtrast i Europa
Rödtrasten är en mycket sällsynt gäst i Europa, med ett 40-tal fynd, med bland annat fem fynd i Norge och fyra fynd i Finland. 11 november 2018 gjordes det första fyndet i Sverige, i Patamalm utanför Mönsterås.

## Systematik
Rödtrasten är nära släkt med bruntrasten (T. eunomus) och fram tills nyligen oftast behandlades som en och samma art. Trots att utbredningsområdena för bruntrast och rödtrast överlappar är dock hybridisering ovanligare än förväntat. Dessa båda är närmast släkt med de asiatiska trastarna svarthalsad trast (T. atrogularis) och rödhalsad trast (T. ruficollis), även de tidigare ansedd som en och samma art, då med namnet taigatrast. Även ringtrasten (T. torquatus) är närbesläktad. Rödtrasten är monotypisk, det vill säga att den inte delas in i några underarter.

## Levnadssätt
Rödtrasten häckar från tajgan till tundrans södra gräns. Vintertid ses den i blandskog, parker, jordbruksområden och trädgårdar där den ofta födosöker helt öppet.  Under flyttningen uppträder den ofta med bruntrasten. Fågeln lever av insekter och deras larver, men även blåbär och under hösten bär av vinruteväxten Phellodendron. Den häckar i maj–juni.

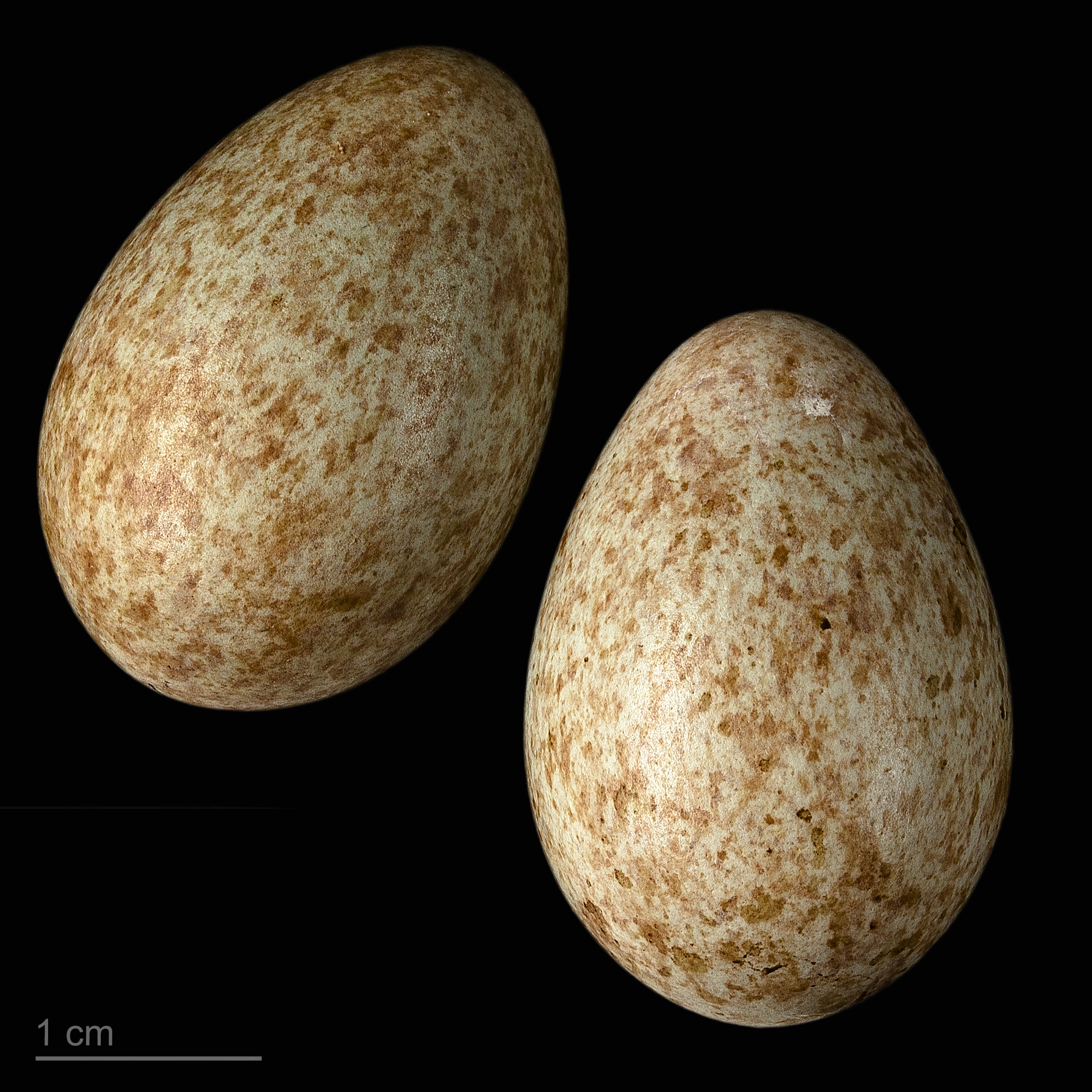
Ägg från rödtrasten.

## Status och hot
Både populationsstorlek och trend är okända, men internationella naturvårdsunionen IUCN anser inte att den är hotad. Följaktligen placeras den i hotkategorin livskraftig (LC). Den beskrivs som ganska vanlig eller vanlig.